# Halme (plaats)
Halme is een bestuurslaag in het regentschap Timor Tengah Selatan van de provincie Oost-Nusa Tenggara, Indonesië. Halme telt 563 inwoners (volkstelling 2010).